# Leif Aare
Leif Göran Peder Aare, född 1 augusti 1933 i Stockholm, död 29 januari 2025 i Nacka, Stockholms län, var en svensk musikkritiker och pianist. 
Aare studerade piano för Olof Wiberg och debuterade 1957. Han var musikkritiker för Stockholms-Tidningen åren 1960–1966 och Göteborgs Handels- och Sjöfartstidning 1966–1970. Därefter arbetade han på Dagens Nyheter fram till 1998.
Aare författade även biografier om tonsättaren Allan Pettersson (1978) och dirigenten Sixten Ehrling (1995).